# Aérodrome de Tiga
L'aérodrome de Tiga (code IATA : TGJ • code OACI : NWWA) est un petit aéroport intérieur de la Nouvelle-Calédonie, situé dans les îles Loyauté, au nord-est de la Nouvelle-Calédonie. L'aéroport est desservi en vol régulier, uniquement par la compagnie Air Calédonie. Les vols sont principalement en provenance et à destination de l'aéroport Nouméa Magenta.

## Compagnie aérienne et destination
| Compagnies    | Destinations                  |
| ------------- | ----------------------------- |
| Air Calédonie | Nouméa Magenta                |
| Air Loyauté   | Maré - La Roche,Lifou-Wanaham |

Édité le 5 décembre 2022

## Situation
| \| 30 km1:3 725 000 \| Tiga Maré Lifou Koumac Koné Bélep Ouvéa Île des Pins Nouméa La Tontouta Nouméa Magenta Touho Bourail Canala La Foa |
| 30 km1:3 725 000 |

## Statistiques
Pour des raisons techniques, il est temporairement impossible d'afficher le graphique qui aurait dû être présenté ici.

Voir la requête brute et les sources sur Wikidata.